# HMS New Zealand (1911)
HMS New Zealand là một trong số ba chiếc tàu chiến-tuần dương lớp Indefatigable được Hải quân Hoàng gia Anh Quốc chế tạo để bảo vệ các lãnh thổ của Đế quốc Anh. Được hạ thủy năm 1911, việc chế tạo con tàu được sự đài thọ về tài chính của chính phủ New Zealand như một món quà, và được đưa ra hoạt động cùng Hải quân Hoàng gia vào năm 1912. Được dự định để phục vụ tại Trạm Trung Quốc, con tàu lại được chính phủ New Zealand nhượng lại theo yêu cầu của Bộ Hải quân Anh để phục vụ tại vùng biển Anh Quốc.
Trong năm 1913, New Zealand được gửi đi trong một hành trình kéo dài mười tháng qua các thuộc địa Anh, nhấn mạnh ở chuyến viếng thăm lãnh thổ mà nó được đặt tên. Nó quay trở lại vùng biển Anh Quốc vào lúc bắt đầu Chiến tranh Thế giới thứ nhất, và đã hoạt động trong thành phần Hạm đội Grand của Hải quân Hoàng gia đối đầu với Hạm đội Biển khơi Đức. Trong chiến tranh, chiếc tàu chiến-tuần dương đã hoạt động trong cả ba trận hải chiến chủ yếu tại Bắc Hải trong Thế Chiến I: Heligoland Bight, Dogger Bank, và Jutland; cũng như đã xuất quân để đối phó với cuộc Bắn phá Scarborough bất phân thắng bại và Trận Heligoland Bight thứ hai. Mặc dù đã góp phần vào việc phá hủy hai tàu tuần dương; New Zealand chỉ bị hỏa lực đối phương bắn trúng một lần duy nhất trong suốt quãng đời hoạt động và không bị tổn thất thương vong nào; một con tàu may mắn được thủy thủ đoàn quy cho một bộ trang phục chiến binh của người Māori, bao gồm váy "piupiu" và vòng cổ "tiki", được hạm trưởng mặc trong lúc tác chiến.
Sau chiến tranh, New Zealand được gửi đi một chuyến vòng quanh thế giới khác, lần này là để đưa Đô đốc John Jellicoe thị sát công việc phòng thủ hải quân tại các thuộc địa. Đến năm 1920, chiếc tàu chiến-tuần dương được đưa về lực lượng dự bị. Quá trình giải trừ quân bị do Hiệp ước Hải quân Washington đã buộc phải loại bỏ New Zealand khỏi thành phần hải quân để đạt được giới hạn về tải trọng tàu chiến đặt ra đối với Anh Quốc, và con tàu bị bán để tháo dỡ vào năm 1920.

## Thiết kế và chế tạo

### Thiết kế
Lớp tàu chiến-tuần dương Indefatigable không phải là một sự cải tiến đáng kể so với lớp Invincible dẫn trước; khác biệt chủ yếu là thiết kế được mở rộng cho phép các tháp pháo bên mạn có được góc bắn rộng hơn. Các con tàu này nhỏ hơn và không được bảo vệ tốt như chiếc tàu chiến-tuần dương Đức đương thời Von der Tann và các thiết kế Đức tiếp theo. Trong khi đặc tính của Von der Tann đã không được biết đến khi chiếc dẫn đầu của lớp Indefatigable được đặt lườn vào tháng 2 năm 1909, Hải quân Hoàng gia đã có được thông tin chính xác về con tàu Đức khi công việc chế tạo New Zealand và con tàu chị em Australia được bắt đầu.

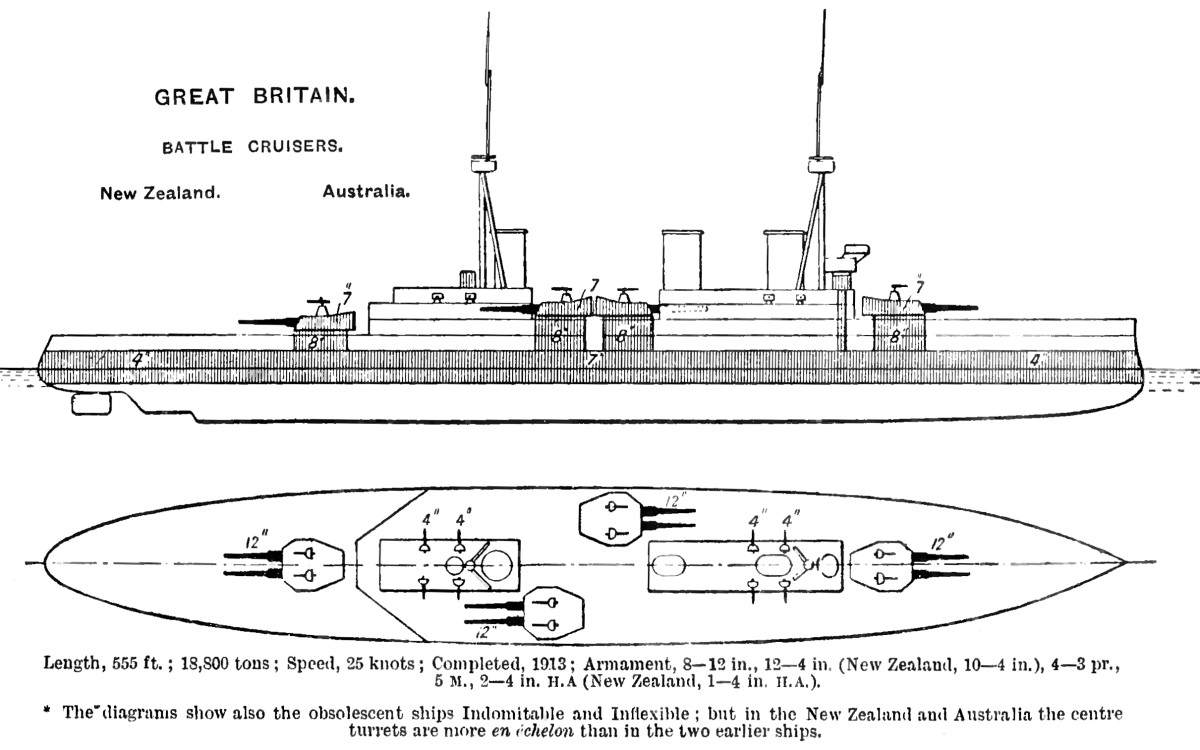
Sơ đồ mạn phải và sàn tàu của lớp tàu chiến-tuần dương Indefatigable như được mô tả trong Niên giám Hải quân Brassey 1923.

New Zealand có chiều dài chung 590 foot (179,8 m), mạn thuyền rộng 80 foot (24,4 m) và độ sâu của mớn nước 29 foot 9 inch (9,1 m) là khi chất đầy tải. Nó có trọng lượng choán nước tiêu chuẩn là 18.500 tấn Anh (18.800 t), và lên đến 22.130 tấn Anh (22.490 t) khi chất đầy tải. Các turbine hơi nước Parsons dẫn động trực tiếp của chiếc tàu chiến-tuần dương được thiết kế để sản sinh công suất 44.000 mã lực càng (33.000 kW), giúp con tàu đạt đến vận tốc 25 hải lý trên giờ (46 km/h; 29 mph). Tuy nhiên, khi tiến hành chạy thử máy vào năm 1912, các turbine đã đạt đến công suất 49.000 shp (37.000 kW), cho phép New Zealand di chuyển với vận tốc 26,39 hải lý trên giờ (48,87 km/h; 30,37 mph). Con tàu mang theo khoảng 3.200 tấn Anh (3.300 t) than và thêm 850 tấn Anh (860 t) dầu đốt, vốn được phun vào than để gia tăng tốc độ đốt. Điều này đã giúp nó có tầm hoạt động 6.690 hải lý (12.390 km; 7.700 mi) ở tốc độ đường trường 10 hải lý trên giờ (19 km/h; 12 mph).
New Zealand mang theo tám khẩu pháo BL 12 in (300 mm) Mark X đặt trên bốn tháp pháo nòng đôi BVIII* vận hành bằng thủy lực. Hai tháp pháo tận cùng phía trước và phía sau được bố trí trên trục dọc và được đặt tên lần lượt là 'A' và 'X'. Hai tháp pháo bên mạn 'P' và 'Q' được đặt so le giữa tàu theo hình thang giữa các ống khói, tháp pháo 'P' bên mạn trái và thường hướng ra trước trong khi tháp pháo 'Q' bên mạn phải và thường hướng ra sau; khả năng bắn chéo qua mạn có một số giới hạn. Dàn pháo hạng hai của chúng bao gồm mười sáu khẩu BL 4 in (100 mm) Mk VII được đặt trên cấu trúc thượng tầng. Nó cũng được trang bị hai ống phóng ngư lôi ngầm 17,7 inch (450 mm) hai bên mạn, phía sau tháp pháo 'X', và mang theo 12 quả ngư lôi.
Tháp pháo 'A' của New Zealand được trang bị một máy đo tầm xa 9 foot (2,7 m) phía sau nóc tháp pháo, và nó cũng được trang bị để kiểm soát toàn bộ dàn pháo chính dự phòng trường hợp các vị trí kiểm soát hỏa lực thông thường bị hư hại hay sự liên lạc bị gián đoạn.

### Các cải biến trong thời chiến
Vào tháng 3 năm 1915, một khẩu QF 3 inch 20 cwt phòng không trên bệ góc cao được trang bị. Nó có khả năng hạ đến 10° và nâng tối đa lên đến 90°. Nó bắn ra đạn pháo nặng 12,5 pound (5,7 kg) với lưu tốc đầu đạn 2.500 ft/s (760 m/s) và tốc độ 12–14 viên mỗi phút. Trần bắn hiệu quả của kiểu pháo này là 23.500 ft (7.163 m); nó được cung cấp 500 quả đạn.
Tất cả các khẩu pháo 4 inch được đặt trong các tháp pháo ụ và được che chắn trong một đợt tái trang bị vào tháng 11 năm 1915 để bảo vệ khẩu đội khỏi thời tiết và hoạt động của đối phương, mặc dù hai khẩu tận cùng phía đuôi được tháo dỡ vào lúc đó. New Zealand mang theo một khẩu QF 6 pounder Hotchkiss phòng không duy nhất trên bệ MkIc góc cao từ tháng 10 năm 1914 đến cuối năm 1915. Nó có khả năng hạ đến 8° và nâng tối đa lên đến 60°. Nó bắn ra đạn pháo nặng 6 pound (2,7 kg) với lưu tốc đầu đạn 1.765 ft/s (538 m/s) và tốc độ bắn 20 viên mỗi phút. Trần bắn tối đa là 10.000 ft (3.000 m), nhưng tầm bắn hiệu quả chỉ đạt 1.200 thước Anh (1.100 m).
New Zealand được nâng cấp một bộ kiểm soát hỏa lực trong giai đoạn từ giữa năm 1915 đến tháng 5 năm 1916; tập trung việc điều khiển dàn pháo chính vào tay sĩ quan chỉ huy hỏa lực, giờ đây sẽ khai hỏa các khẩu pháo. Các pháo thủ tại tháp pháo chỉ cần làm theo các chỉ dẫn về góc nâng và góc xoay bằng con trỏ để hướng khẩu pháo đến mục tiêu. Điều này giúp cải thiện đáng kể độ chính xác nhờ hạn chế ảnh hưởng của sự chòng chành con tàu trên sự phân tán của đạn pháo bắn rời rạc; ngoài ra sĩ quan chỉ huy cũng dễ dàng trinh sát điểm rơi của đạn pháo. Một lớp giáp dày 1 inch được bổ sung cho mép hầm đạn và nóc tháp pháo sau Trận Jutland.
Đến năm 1918, New Zealand mang theo hai thủy phi cơ trên các bệ phóng đặt trên nóc các tháp pháo ‘P’ và ‘Q’. Chúng gồm một chiếc Sopwith Pup dự định để bắn rơi các khí cầu đối phương, và một chiếc Sopwith 1½ Strutter sử dụng vào việc trinh sát. Mỗi bệ phóng được trang bị kho chứa bằng vải bạt để bảo vệ máy bay khi thời tiết xấu.

### Sở hữu và chế tạo
Vào đầu thế kỷ 20, Bộ Hải quân Anh vẫn duy trì một khả năng phòng thủ hải quân khắp Đế chế Anh, bao gồm cả các thuộc địa, vốn được thống nhất bên trong Hải quân Hoàng gia. Quan điểm tập quyền trong vấn đề này trở nên mềm dẻo hơn trong thập niên đầu tiên, và vào Hội nghị Đế chế 1909, Bộ Hải quân đề nghị thành lập các Đơn vị Hạm đội Bản xứ: lực lượng bao gồm một tàu chiến-tuần dương, ba tàu tuần dương hạng nhẹ, sáu tàu khu trục và ba tàu ngầm. Trong khi Australia và Canada được thuyết phục để sở hữu một đơn vị hạm đội nhằm phục vụ như là hạt nhân của một hải quân quốc gia mới, các đơn vị hạm đội khác sẽ được Hải quân Hoàng gia sử dụng tại các căn cứ cách xa chính quốc, đặc biệt là tại Viễn Đông. New Zealand được kêu gọi để đóng góp một phần một đơn vị hạm đội dành cho Trạm Trung Quốc.
Nhằm mục đích này, Thủ tướng New Zealand, Sir Joseph Ward, công bố vào ngày 22 tháng 3 năm 1909 là nước ông sẽ đài thọ việc chế tạo một thiết giáp hạm để làm gương cho các nước khác, mặc dù sau này được đổi thành một tàu chiến-tuần dương thuộc lớp Indefatigable. Vẫn không rõ là tại sao thiết kế này lại được chọn khi người ta đã biết là nó yếu kém hơn so với những tàu chiến-tuần dương đang được đưa ra hoạt động cùng Hải quân Đế quốc Đức. Có ý kiến cho rằng yêu cầu này là do thực hành của Hải quân Hoàng gia sử dụng các thiết giáp hạm nhỏ và tàu tuần dương lớn làm soái hạm cho các trạm ở cách xa Anh Quốc, hoặc ảnh hưởng bởi sự ưa chuộng tàu chiến-tuần dương của Thứ trưởng Hải quân, Thủy sư Đô đốc John Fisher, một quan điểm ít được người khác tán đồng.
New Zealand được đặt lườn tại xưởng tàu của hãng Fairfield Shipbuilding and Engineering ở Clyde vào ngày 20 tháng 6 năm 1910. Nó được hạ thủy vào ngày 1 tháng 7 năm 1911 vả được đưa ra hoạt động cùng Hải quân Hoàng gia bốn ngày trước khi nó hoàn tất, vào ngày 23 tháng 11 năm 1912.

## Lịch sử hoạt động

### Trước chiến tranh
New Zealand được gửi đi trong một chuyến biểu dương lực lượng đến New zealand ngang qua Nam Phi vào năm 1913. Khi ghé thăm đất nước này, ước lượng có khoảng nữa triệu người New Zealand, một nửa dân số vào lúc đó, đã viếng thăm con tàu, và vị thuyền trưởng của nó đã được trao tặng một bộ trang phục chiến binh của người Māori bản địa, bao gồm váy "piupiu" làm từ sợi lanh cuộn và vòng cổ "tiki" bằng đá xanh để xua đuổi tai họa.
Khi chuyến đi kết thúc, New Zealand thoạt tiên được dự định giữ lại khu vực Thái Bình Dương, nhưng Bộ Hải quân Anh đã yêu cầu điều nó quay trở về Anh Quốc. Chính phủ New Zealand đã chấp nhận yêu cầu này, và khi về đến nơi vào ngày 8 tháng 12 năm 1913, New Zealand gia nhập Hải đội Tàu chiến-tuần dương 1 thuộc Hạm đội Grand. Hải đội đã viếng thăm Brest, Pháp vào tháng 2 năm 1914, sau đó là Riga, Reval và Kronstadt tại Đế quốc Nga vào tháng 6. Ngày 19 tháng 8 năm 1914, không lâu sau khi Chiến tranh Thế giới thứ nhất nổ ra, New Zealand được chuyển sang Hải đội Tàu chiến-tuần dương 2.

### Trận Heligoland Bight

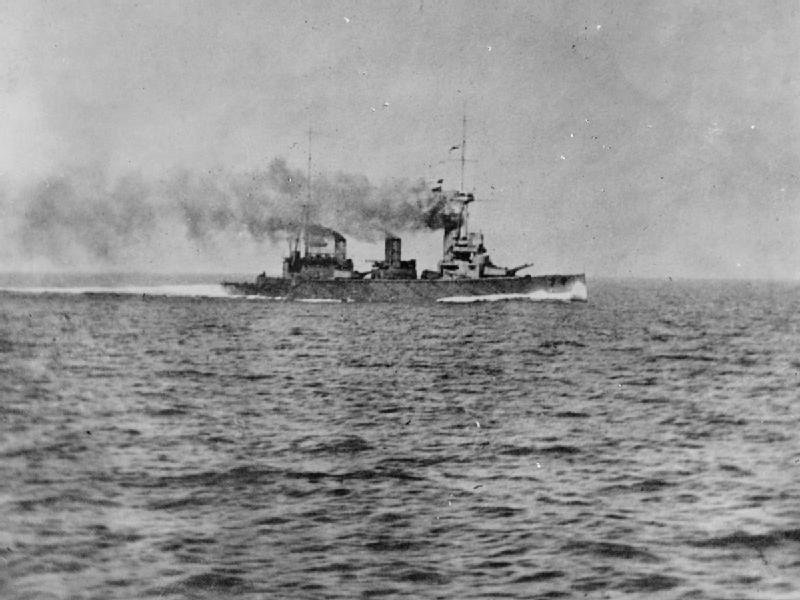
New Zealand đang di chuyển trong trận Heligoland Bight

Hoạt động đầu tiên của chiếc tàu chiến-tuần dương trong chiến tranh là Trận Heligoland Bight vào ngày 28 tháng 8 năm 1914. Các con tàu của Beatty thoạt tiên được dự định sẽ hỗ trợ từ xa cho các tàu tuần dương và tàu khu trục Anh tiếp cận bờ biển Đức trong trường hợp các tàu chiến chủ lực của Hạm đội Biển khơi Đức xuất quân đáp trả các cuộc tấn công của Anh. Lực lượng, dưới quyền chỉ huy của Đô đốc David Beatty trên soái hạm Lion, quay mũi về phía Nam đi hết tốc độ lúc 11 giờ 35 phút khi các tàu hạng nhẹ Anh không tách ra kịp thời theo kế hoạch, và triều cường đang dâng cao khiến các tàu chiến chủ lực Đức có thể vượt qua các bãi tại cửa sông Jade Estuary.
Chiếc tàu tuần dương hạng nhẹ mới nguyên Arethusa đã bị đánh hỏng trước đó trong trận chiến do hỏa lực từ các tàu tuần dương hạng nhẹ Đức Strassburg và Köln, khi các tàu chiến-tuần dương của Beatty hiện ra từ làn sương mù lúc 12 giờ 37 phút. Strassburg lẫn vào trong làn sương mù và né tránh được hỏa lực pháo, nhưng Köln vẫn bị trông thấy và nhanh chóng bị đánh hỏng bởi đạn pháo của hải đội. Tuy nhiên, Beatty bị thu hút khỏi hoạt động kết liễu nó do sự xuất hiện bất ngờ của chiếc tàu tuần dương hạng nhẹ cũ Ariadne ngay trước mũi. Ông quay mũi đuổi theo, biến nó thành một xác tàu cháy bùng chỉ với ba loạt đạn pháo ở khoảng cách chưa đầy 6.000 yd (5,5 km). Đến 13 giờ 10 phút, Beatty quay mũi về phía Bắc và ra mệnh lệnh chung để rút lui. Thành phần chủ lực của Beatty bắt gặp Köln đã bị đánh hỏng không lâu sau khi đổi hướng lên phía Bắc, và nó bị đánh chìm bởi hai loạt đạn pháo từ chiếc Lion. Trong quá trình trận chiến, Thuyền trưởng của New Zealand, Đại tá Hải quân Lionel Halsey, đã khoác trang phục piupiu của người Māori bên ngoài đồng phục hải quân của ông, bắt đầu một truyền thống được tiếp nối trong suốt chiến tranh. Hai ngày sau trận đánh, New Zealand được điều sang Hải đội Tàu chiến-Tuần dương 1 sau khi chiếc Inflexible từ Địa Trung Hải quay trở lại vùng biển nhà.

### Cuộc bắn phá Scarborough
Hải quân Đức quyết định theo một chiến lược bắn phá các thị trấn Anh trên bờ biển Bắc Hải trong một nỗ lực lôi kéo và tiêu diệt từng phần Hải quân Hoàng gia. Trận bắn phá Yarmouth đầu tiên vào ngày 3 tháng 11 năm 1914 đã thành công một phần, nên một chiến dịch với quy mô lớn hơn được Đô đốc Franz von Hipper đặt ra sau đó. Các tàu chiến-tuần dương nhanh sẽ tiến hành bắn phá, trong khi toàn bộ Hạm đội Biển khơi sẽ chiếm lấy vị trí về phía Đông Dogger Bank sẵn sàng hỗ trợ cho lượt quay về đồng thời tiêu diệt mọi đơn vị Hải quân Anh phản ứng lại cuộc bắn phá. Nhưng người Đức đã không thể biết là phía Anh đã giải được mật mã hải quân của Đức và có kế hoạch đánh chặn lực lượng bắn phá trên đường quay trở về nhà; mặc dù họ không biết được sự có mặt ngoài biển của Hạm đội Biển khơi. Hải đội Tàu chiến-Tuần dương 1 của Đô đốc Beatty, giờ đây giảm xuống còn bốn chiếc trong đó có New Zealand, cùng với Hải đội Chiến trận 2 với sáu thiết giáp hạm dreadnought, được cho tách ra từ Hạm đội Grand trong một cố gắng đánh chặn lực lượng Đức gần Dogger Bank.
Đô đốc Hipper khởi hành vào ngày 15 tháng 12 năm 1914 cho một đợt bắn phá khác và đã nả pháo thành công vào nhiều thị trấn Anh, nhưng các tàu khu trục Anh hộ tống cho Hải đội Tàu chiến-Tuần dương 1 đã đụng độ với các tàu khu trục Đức hộ tống cho Hạm đội Biển khơi lúc 05 giờ 15 phút, trong một trận chiến bất phân thắng bại. Phó Đô đốc Sir George Warrender, Tư lệnh Hải đội Chiến trận 2, nhận được tín hiệu lúc 05 giờ 40 phút rằng tàu khu trục Lynx đã đối đầu với tàu khu trục đối phương, mặc dù Đô đốc Beaty đã không biết. Tàu khu trục Shark đã nhìn thấy tàu tuần dương bọc thép Đức Roon cùng các tàu hộ tống lúc khoảng 07 giờ 00, nhưng đã không thể truyền tín hiệu cho đến 07 giờ 25 phút. Cùng với New Zealand, Warrender nhận được tin tức này, nhưng Beatty cũng không biết, mặc dù trong thực tế New Zealand được giao nhiệm vụ chuyển tiếp các thông điệp giữa các tàu khu trục và Beatty trên chiếc Lion. Warrender tìm cách chuyển đi tin tức của Shark cho Beatty lúc 07 giờ 36 phút, nhưng đã không liên lạc được cho đến 07 giờ 55 phút. Beatty cho chuyển hướng ngay khi nhận được thông tin, và cho tách New Zealand ra để truy tìm Roon. Nó bị New Zealand đuổi kịp đúng vào lúc Beatty nhận được tin tức Scarborough đang bị bắn phá lúc 09 giờ 00. Beatty ra lệnh cho New Zealand gia nhập trở lại hải đội và quay về phía Tây hướng đến Scarborough.

Vị trí tương quan giữa các lực lượng Anh và Đức lúc khoảng 12 giờ 00

Lực lượng Anh được tách ra làm đôi để đi vòng qua khu vực nước nông Southwest Patch thuộc Dogger Bank; các con tàu của Beatty vòng lên phía Bắc, trong khi Warrender băng qua phía Nam khi chúng hướng về phía Tây ngăn chặn con đường chính ngang qua các bãi thủy lôi phòng thủ bờ biển Anh Quốc. Việc này đã để lại một khoảng trống 15 hải lý (28 km; 17 mi) mà lực lượng hạng nhẹ Đức bắt đầu di chuyển. Đến 12 giờ 25 phút, các tàu tuần dương hạng nhẹ thuộc Lực lượng Tuần tiễu 2 bắt đầu vượt qua lực lượng Anh để truy tìm Hipper. Tàu tuần dương hạng nhẹ Southampton trông thấy tàu tuần dương hạng nhẹ Đức Stralsund và báo cáo lên Beatty. Đến 12 giờ 30 phút Beatty quay mũi các tàu chiến-tuần dương của mình hướng về các con tàu Đức. Ông đoán rằng các tàu tuần dương Đức là lực lượng đi tiên phong cho các con tàu của Hipper, tuy nhiên chúng đang tụt lại phía sau khoảng 31 nmi (57 km). Hải đội Tuần dương nhẹ 2, vốn là lực lượng hộ tống cho các con tàu của Beatty, được cho tách ra để săn đuổi các tàu tuần dương Đức, nhưng một tín hiệu bị hiểu sai được truyền đạt từ các tàu chiến-tuần dương Anh đã điều chúng quay trở lại vị trí hộ tống. Sự lẫn lộn này cho phép các tàu tuần dương hạng nhẹ Đức thoát được, và báo động cho Hipper vị trí của các tàu chiến-tuần dương Anh. Các tàu chiến-tuần dương Đức lượn về phía Đông Bắc lực lượng Anh và thoát đi an toàn.
New Zealand trở thành soái hạm của Hải đội Tàu chiến-Tuần dương 2 thuộc Hạm đội Grand vào ngày 15 tháng 1 năm 1915, và đã tham gia tác chiến trong tuần lễ tiếp theo trong Trận Dogger Bank.

### Trận Dogger Bank
Ngày 23 tháng 1 năm 1915, một lực lượng tàu chiến-tuần dương Đức dưới quyền chỉ huy của Đô đốc Franz von Hipper lên đường để quét sạch khu vực Dogger Bank khỏi mọi tàu đánh cá hay tàu nhỏ của Anh vốn có thể hiện diện để thu thập tin tức tình báo về các hoạt động của phía Đức. Tuy nhiên, người Anh đã đọc được các bảng mã của đối phương, nên một lực lượng lớn các tàu chiến-tuần dương Anh, trong đó có New Zealand, dưới quyền chỉ huy của Đô đốc Beatty đã ra khơi để đánh chặn. Cuộc tiếp xúc đầu tiên diễn ra lúc 07 giờ 20 phút ngày 24 tháng 1, khi tàu tuần dương Arethusa phát hiện tàu tuần dương hạng nhẹ Đức Kolberg. Đến 07 giờ 35 phút, phía Đức nhìn thấy lực lượng của Beatty, và Hipper ra lệnh bẻ lái về phía Nam với tốc độ 20 hải lý trên giờ (37 km/h; 23 mph), tin rằng đủ nhanh nếu như đối phương ở về phía Tây Bắc của ông là những thiết giáp hạm Anh, và ông luôn luôn có khả năng tăng lên tốc độ tối đa 23 hải lý trên giờ (43 km/h; 26 mph) của Blücher nếu như đó là các tàu chiến-tuần dương Anh.
Beatty ra lệnh cho các tàu chiến-tuần dương của mình mở hết tốc độ có thể để bắt kịp các tàu chiến Đức trước khi chúng chạy thoát. New Zealand và Indomitable là những chiếc chậm nhất trong số các con tàu của Beatty, dần dần bị tụt lại phía sau các tàu chiến-tuần dương mới hơn và nhanh hơn; tuy nhiên New Zealand vẫn có thể khai hỏa nhắm vào Blücher lúc 09 giờ 35 phút. Nó tiếp tục đối đầu với chiếc tàu tuần dương bọc thép Đức trong khi các chiếc nhanh hơn chuyển mục tiêu sang các tàu chiến-tuần dương Đức. Sau khoảng một giờ, New Zealand đã đánh hỏng tháp pháo phía trước của Blücher, và Indomitable cũng bắt đầu nổ súng vào đối phương lúc 10 giờ 31 phút. Hai quả đạn pháo 12 inch đã xuyên thủng sàn tàu bọc thép kích nổ một phòng tiếp đạn lúc 10 giờ 35 phút, làm bùng phát một đám cháy ở giữa tàu, phá hủy hai tháp pháo 21 cm (8,3 in) bên mạn trái. Những hư hỏng động cơ do chấn động đã khiến tốc độ của nó giảm còn 17 hải lý trên giờ (20 mph; 31 km/h), và bánh lái bị kẹt. Lúc 10 giờ 48 phút, Beatty ra lệnh cho Indomitable tấn công Blücher; nhưng do một sai lầm của viên trung úy cờ hiệu của Beatty, kết hợp với sự hư hỏng nặng soái hạm Lion làm hỏng thiết bị vô tuyến, cũng như khói lửa che khuất cột cờ tín hiệu, khiến cho Beatty không thể truyền đạt mệnh lệnh đến các tàu dưới quyền. Điều này đã khiến các tàu chiến-tuần dương còn lại, tạm thời dưới quyền chỉ huy của Chuẩn Đô đốc Sir Gordon Moore trên chiếc New Zealand, tin rằng mệnh lệnh này là dành cho họ, nên đã tách khỏi việc truy đuổi thành phần chủ lực của Hipper để tấn công Blücher. New Zealand đã bắn 147 quả đạn pháo nhắm vào Blücher trước khi nó lật úp và chìm lúc 12 giờ 07 phút sau khi trúng ngư lôi. Một lần nữa Đại tá Halsey đã mặc bộ piupiu bên ngoài quân phục của mình; việc chiếc New Zealand tránh không bị hư hại lại được quy cho khả năng giữ gìn của nó.
New Zealand được Australia thay phiên trong vai trò soái hạm của Hải đội Tàu chiến-Tuần dương 2 vào ngày 22 tháng 2 năm 1915. Hải đội đã tham gia cùng Hạm đội Grand trong chuyến xuất quân vào ngày 29 tháng 3 để đối phó lại với một tin tức tình báo cho biết Hạm đội Đức đã rời cảng chuẩn bị cho một chiến dịch lớn. Đến đêm hôm sau, các con tàu Đức rút lui, và hải đội quay trở về Rosyth. Vào ngày 11 tháng 4, hạm đội Anh lại được bố trí bởi tin tức tình báo lại cho biết một lực lượng Đức sắp hoạt động. Phía Đức dự định rải mìn tại Swarte Bank, nhưng sau khi một khí cầu trinh sát Zeppelin phát hiện một hải đội tuần dương nhẹ Anh, họ lại chuẩn bị đối phó với cái mà họ cho là một cuộc tấn công của Anh. Sương mù dày đặc và nhu cầu cần phải tiếp nhiên liệu đã buộc Australia và các tàu chiến Anh quay trở về cảng vào ngày 17 tháng 4, và mặc dù chúng được tái bố trí vào đêm hôm đó, họ vẫn không ngăn được hai tàu tuần dương nhẹ Đức rãi một bãi mìn. Từ ngày 26 đến ngày 28 tháng 1 năm 1916, Hải đội Tàu chiến-Tuần dương 2 được bố trí ngoài khơi Skagerrak trong khi Hải đội Tuần dương nhẹ 1 càn quét eo biển trong một nỗ lực bất thành truy tìm một tàu rải mìn.
Sáng ngày 21 tháng 4 năm 1916, Hải đội Tàu chiến-Tuần dương 2 lại lên đường hướng đến Skagerrak, lần này là để hỗ trợ cho một nỗ lực ngăn chặn việc vận chuyển quặng từ Thụy Điển về Đức. Kế hoạch càn quét Kattegat bị hủy bỏ khi tin tức cho biết Hạm đội Biển khơi được huy động cho một chiến dịch của riêng họ (sau này được biết là trùng hợp về thời gian với cuộc Nổi dậy Phục sinh tại Ireland), và các con tàu Anh được lệnh đi đến một điểm gặp gỡ giữa Bắc Hải, trong khi phần còn lại của Hạm đội Grand hướng về phía Đông Nam của Long Forties. Trưa ngày 22 tháng 4, lực lượng tàu chiến-tuần dương di chuyển tuần tra về phía Tây Bắc Horn Reefs khi sương mù trở nên dày đặc. Các con tàu chạy zig-zag để tránh sự tấn công bằng tàu ngầm đối phương, và phối hợp với hoàn cảnh thời tiết, đã khiến Australia va chạm với tàu chị em New Zealand hai lần trong vòng ba phút. Australia bị hư hại đáng kể đến mức nó phải ngừng hoạt động trong nhiều tháng, nhưng New Zealand quay trở lại hạm đội vào ngày 30 tháng 5, một ngày trước khi trận Jutland bắt đầu, thay phiên cho chiếc Indefatigable trong vai trò soái hạm.

Sĩ quan trên chiếc HMS New Zealand đang tập trung cùng với Winston Churchill và Vua George V

### Trận Jutland
Ngày 31 tháng 5 năm 1916, Hải đội Tàu chiến-Tuần dương 2 dưới quyền chỉ huy của Chuẩn Đô đốc William Christopher Pakenham, và bao gồm New Zealand (soái hạm) và Indefatigable; Australia vẫn còn đang được sửa chữa sau vụ va chạm với New Zealand vào ngày 22 tháng 4. Chúng được phân về Hạm đội Tàu chiến-Tuần dương dưới quyền Đô đốc Beatty để đánh chặn một cuộc tiến quân của Hạm đội Biển khơi Đức vào Bắc Hải. Người Anh đã có thể giải mã các thông điệp vô tuyến của Đức, và đã rời căn cứ trước khi Hạm đội Đức ra khơi. Các tàu chiến-tuần dương của Hipper đã nhìn thấy Hải đội Tàu chiến-Tuần dương Anh về phía Tây lúc 15 giờ 20 phút, nhưng các con tàu của Beaty đã không nhìn thấy đối thủ ở phía Đông cho đến 15 giờ 30 phút. Hai phút sau, Beaty ra lệnh đổi hướng về phía Đông Đông Nam chắn ngang đường rút lui của Hạm đội Đức và truyền lệnh sẵn sàng tác chiến. Ông cũng ra lệnh cho Hải đội 2, vốn đang ở vị trí dẫn đầu, lui xuống phía sau Hải đội 1. Hipper ra lệnh cho các con tàu dưới quyền bẻ lái sang mạn phải, tách xa lực lượng Anh, hầu như 180°, theo hướng Đông Nam, và giảm tốc độ xuống còn 18 hải lý trên giờ (33 km/h; 21 mph), cho phép ba tàu tuần dương hạng nhẹ thuộc Đội tuần tiễu 2 có thể bắt kịp. Với cú đổi hướng này, Hipper quay trở lại thành phần chủ lực của Hạm đội Biển khơi, lúc đó còn cách 60 dặm (97 km) về phía sau. Vào khoảng thời gian này, Beatty đổi hướng về phía Đông, vì rõ ràng là ông ở quá xa về phía Bắc để có thể cắt ngang hướng đi của Hipper.
Đến đây bắt đầu một quá trình được gọi là đợt "Chạy về phía Nam" khi Beatty đổi hướng sang Đông Đông Nam lúc 15 giờ 45 phút, song song với hướng đi của Hipper, giờ đây ở khoảng cách dưới 18.000 thước Anh (16.000 m). Phía Đức khai hỏa trước tiên lúc 15 giờ 48 phút, và được phía Anh đáp trả. Các con tàu Anh vẫn đang còn trong quá trình đổi hướng, chỉ có hai chiếc dẫn đầu đội hình là Lion và Princess Royal ổn định được hướng đi khi các tàu Đức nổ súng. Đội hình phía Anh được sắp theo hình thang lệch sang phải với Indefatigable ở phía cuối và xa nhất về phía Tây, trong khi New Zealand dẫn trước nó và hơi lệch về phía Đông. Hỏa lực của phía Đức khá chính xác ngay từ đầu, còn phía Anh đã ước lượng quá xa khoảng cách khi các con tàu Đức lẫn khuất trong làn sương mù. Indefatigable nhắm vào Von der Tann còn New Zealand nhắm vào Moltke trong khi bản thân nó không bị đối địch. Đến 15 giờ 54 phút, khoảng cách giữa hai bên được rút ngắn xuống còn 12.900 thước Anh (11.800 m), và Beatty ra lệnh bẻ lái 2 point (22,5°) sang mạn phải để gia tăng khoảng cách giữa hai bên lúc 15 giờ 57 phút. Indefatigable bị phá hủy lúc khoảng 16 giờ 03 phút khi hầm đạn phát nổ.
Sau khi Indefatigable bị mất, New Zealand chuyển hỏa lực của nó sang nhắm vào Von der Tann theo chỉ thị của Beatty. Khoảng cách giữa hai bên đã trở nên quá xa để có thể bắn chính xác, nên Beatty đổi hướng 4 point (45°) sang mạn trái để rút ngắn khoảng cách từ 16 giờ 12 phút đến 16 giờ 15 phút. Vào lúc này Hải đội Chiến trận 5 với bốn thiết giáp hạm lớp Queen Elizabeth tiến đến gần và đối đầu với Von der Tann và Moltke. Lúc 16 giờ 23 phút, một quả đạn pháo 13,5 inch (340 mm) từ chiếc Tiger bắn trúng gần tháp pháo phía sau của Von der Tann gây một đám cháy trên các mục tiêu thực hành được chứa tại đây; khói lửa bao trùm con tàu khiến New Zealand phải chuyển hỏa lực sang chiếc Moltke. Lúc 16 giờ 26 phút, New Zealand trúng phải một phát đạn pháo 28 xentimét (11 in) bắn từ Von der Tann, trúng vào tháp pháo ‘X’ vốn đã kích nổ khi tiếp xúc, làm bung một tấm vỏ giáp và tạm thời gây kẹt tháp pháo ‘X’ cũng như thủng một lỗ trên sàn tàu trên.
Bốn phút sau, tàu tuần dương hạng nhẹ Southampton, đi trinh sát phía trước các tàu chiến của Beatty, nhìn thấy các đơn vị của Hạm đội Biển khơi hướng lên phía Bắc với tốc độ tối đa. Ba phút sau, nó trông thấy cột ăn-ten của các thiết giáp hạm dưới quyền Phó Đô đốc Reinhard Scheer, nhưng đã chần chừ không báo cáo cho đến năm phút sau. Beatty tiếp tục tiến về phía Nam thêm hai phút nữa để xác định báo cáo về đối phương trước khi ra lệnh cho lực lượng dưới quyền nối tiếp nhau bẻ lái 16 point sang mạn phải quay lên phía Bắc. Tuy nhiên, New Zealand, chiếc cuối cùng của hạm đội, buộc phải bẻ lái sớm để giữ bên ngoài tầm hỏa lực của các thiết giáp hạm đối phương đang tiến đến.
New Zealand bị thiết giáp hạm Prinzregent Luitpold đối đầu bắt đầu từ 17 giờ 08 phút, trong quá trình được gọi là đợt "Chạy về phía Bắc", nhưng đã không bị bắn trúng phát nào cho dù nhiều lần bị vây bọc đạn pháo chung quanh. Các tàu chiến của Beatty duy trì tốc độ tối đa, cố tạo ra khoảng cách giữa chúng và Hạm đội Biển khơi, và dần dần vượt ra khỏi tầm bắn. Chúng hướng lên phía Bắc, rồi Đông Bắc, tìm cách gặp gỡ thành phần chủ lực của Hạm đội Grand, và đến 17 giờ 40 phút lại nổ súng vào đối thủ Đức. Ánh sáng ngược khi mặt trời lặn đã che mắt các pháo thủ Đức nên họ không thể xác định các con tàu Anh, và đổi sang hướng Đông Bắc lúc 17 giờ 47 phút. Beatty dần dần chuyển về hướng Đông để các con tàu của ông có thể bảo vệ quá trình bố trí của Hạm đội Grand thành đội hình chiến trận; nhưng ông đã tính toán sai thời gian việc cơ động của mình, buộc các đơn vị Anh dẫn đầu cơ động về hướng Đông tách xa khỏi lực lượng Đức. Lúc 18 giờ 35 phút, Beatty đi theo sau Indomitable và Inflexible thuộc Hải đội Tàu chiến-Tuần dương 3 khi chúng dẫn đầu Hạm đội Grand về hướng Đông Đông Nam, và tiếp tục đối đầu với các tàu chiến-tuần dương của Hipper về phía Tây Nam. Vài phút trước đó, Scheer đã ra lệnh một cú đổi hướng đồng loạt 180° sang mạn phải, và Beatty mất dấu đối phương trong làn sương mù. Hai mươi phút sau, Scheer ra lệnh một cú đổi hướng 180° khác, đưa các con tàu Đức vào một hướng đi hội tụ để đối đầu với Hạm đội Grand, vốn đã đổi hướng về phía Nam. Điều này cho phép Hạm đội Grand cắt ngang chữ T lực lượng của Scheer và gây hư hại đáng kể cho các chiếc dẫn đầu. Scheer ra lệnh một cú đổi hướng 180° nữa lúc 19 giờ 13 phút trong một nỗ lực nhằm giải thoát Hạm đội Biển khơi khỏi cái bẫy mà sự cơ động của ông đã tạo ra.
Cú cơ động này đã thành công và phía Anh mất dấu các con tàu Đức cho đến 20 giờ 05 phút, khi Castor phát hiện khói ở hướng Tây Tây Bắc; mười phút sau nó tiếp cận, phát hiện nhiều tàu phóng lôi Đức và giao chiến cùng với chúng. Nghe thấy tiếng súng, Beatty ra lệnh cho các tàu dưới quyền quay mũi sang hướng Tây, và phát hiện các tàu chiến-tuần dương Đức chỉ cách có 8.500 thước Anh (7.800 m). Inflexible nổ súng lúc 20 giờ 20 phút, được nối tiếp hầu như ngay lập tức bởi các tàu chiến-tuần dương còn lại. New Zealand và Indomitable tập trung hỏa lực của chúng vào chiếc Seydlitz, bắn trúng nó năm lần trước khi mục tiêu đổi hướng về phía Tây tách ra khỏi trận chiến. Không lâu sau 20 giờ 30 phút, các thiết giáp hạm tiền-dreadnought thuộc Hải đội Chiến trận 2 dưới quyền Chuẩn Đô đốc Mauve bị phát hiện, và hỏa lực chuyển sang nhắm vào mục tiêu mới. Các tàu Đức chỉ nổ súng vài loạt đạn do tầm nhìn kém rồi quay mũi về phía Tây; các tàu chiến-tuần dương Anh bắn trúng đối thủ nhiều phát trước khi chúng biến mất vào làn sương mù lúc khoảng 20 giờ 40 phút. Sau đó Beatty chuyển hướng sang Nam Đông Nam và duy trì hướng đi này, dẫn trước cả Hạm đội Grand lẫn Hạm đội Biển khơi, cho đến 02 giờ 55 phút rạng sáng ngày 1 tháng 6 vào lúc có mệnh lệnh đổi hướng quay về nhà.
New Zealand đã bắn tổng cộng 420 quả đạn pháo 12 inch trong suốt trận chiến; nhiều hơn bất kỳ tàu chiến nào khác thuộc cả hai phía. Dù vậy, chiếc tàu chiến-tuần dương chỉ bắn trúng đích bốn phát: ba phát vào Seydlitz và một phát vào chiếc thiết giáp hạm tiền-dreadnought Schleswig-Holstein. Nó chỉ bị bắn trúng một lần trong trận chiến, khẳng định niềm tin của thủy thủ đoàn vào giá trị may mắn mà bộ piupiu và tiki được mặc bởi Thuyền trưởng của nó, Đại tá Hải quân J.F.E. (Jimmy) Green.

### Các hoạt động tiếp theo
Ngày 9 tháng 6, Australia ra khỏi ụ tàu và thay phiên cho New Zealand trong vai trò soái hạm. Nó được tạm thời điều sang Hải đội Tàu chiến-Tuần dương 1 cho đến tháng 9, khi nó được chiếc Renown thay phiên. Chiều tối ngày 18 tháng 8, Hạm đội Grand ra khơi do một thông điệp được Phòng 40 giải mã cho biết Hạm đội Biển khơi Đức, thiếu mất Hải đội 2, sẽ rời cảng trong đêm đó. Mục tiêu của Đức là bắn phá Sunderland vào ngày 19 tháng 8, được trinh sát rộng rãi bởi khí cầu và tàu ngầm. Hạm đội Grand lên đường với 29 thiết giáp hạm dreadnought và sáu tàu chiến-tuần dương.
Trong suốt ngày hôm sau, Jellicoe và Scheer nhận được những tin tức tình báo mâu thuẫn với nhau, vốn đưa đến hậu quả là trên đường đi đến điểm gặp gỡ tại Bắc Hải, Hạm đội Grand chuyển hướng lên phía Bắc do tin tưởng sai lầm là đang tiến vào một bãi mìn trước khi quay lại hướng Nam. Riêng Scheer lại bẻ lái về hướng Đông Nam để săn đuổi cái mà ông tin là một hải đội chiến trận Anh đơn độc được một khí cầu Đức phát hiện, nhưng thực ra chỉ là Lực lượng Harwich gồm các tàu tuần dương và tàu khu trục dưới quyền Thiếu tướng Hải quân Reginald Tyrwhitt. Nhận ra sai lầm, phía Đức đổi hướng quay trở về cảng nhà. Tiếp xúc duy nhất giữa hai phía là vào lúc chiều tối khi Tyrwhitt nhìn thấy Hạm đội Biển khơi, nhưng không thể đi đến một vị thế tấn công thuận tiện trước khi trời tối, nên đã tách ra khỏi trận chiến. Cả hạm đội Anh lẫn hạm đội Đức đều quay trở về cảng nhà; phía Anh mất hai tàu tuần dương do các cuộc tấn công bằng tàu ngầm, còn phía Đức có một thiết giáp hạm dreadnought bị trúng ngư lôi. New Zealand trải qua một đợt tái trang bị tại Rosyth vào tháng 11 năm 1916. Nó tạm thời thay phiên cho Australia trong vai trò soái hạm của hải đội từ ngày 29 tháng 11 năm 1916 đến ngày 7 tháng 1 năm 1917.
Grant Howard, The Navy in New Zealand
Bộ Hải quân Anh quyết định tung ra một chiến dịch lớn nhằm tiêu diệt các tàu quét mìn Đức cùng các tàu tuần dương hạng nhẹ hộ tống chúng vốn dự tính quét sạch các bãi mìn của Anh tại Heligoland Bight vào cuối năm 1917. Dựa trên các báo cáo tình báo, vào ngày 17 tháng 11, họ bố trí hai tàu tuần dương hạng nhẹ cùng Hải đội Tuần dương 1, có sự bảo vệ của Hải đội Tàu chiến-Tuần dương 1 được tăng cường, và có các thiết giáp hạm của Hải đội Chiến trận 1 yểm trợ từ xa cho chiến dịch này. New Zealand được điều về Hải đội Tàu chiến-Tuần dương một trong hoạt động này, được biết đến như là Trận Heligoland Bight thứ hai. Chiếc tàu chiến-tuần dương đã không nổ súng trong trận này. Giống như trong các cuộc đụng độ trước đó, Đại tá Green mặc piupiu và tiki cho may mắn.
Trong năm 1918, New Zealand cùng các tàu chiến chủ lực còn lại của Hạm đội Grand thỉnh thoảng được sử dụng để hộ tống các đoàn tàu vận tải đi lại giữa Anh Quốc và Na Uy. Hải đội Tàu chiến-Tuần dương 2 trải qua giai đoạn từ ngày 8 đến ngày 21 tháng 2 phối hợp với các thiết giáp hạm và tàu tuần dương hộ tống một đoàn tàu vận tải như thế, rồi lại ra khơi vào ngày 6 tháng 3 cùng với Hải đội 1 hỗ trợ các tàu quét mìn. Hải đội Tàu chiến-Tuần dương 2 lại bảo vệ cho các tàu quét mìn tại Bắc Hải trong các đợt từ 25– 26 tháng 6 và 29–30 tháng 7. Trong tháng 9 và tháng 10 New Zealand cùng Hải đội 2 giám sát và bảo vệ các hoạt động rải mìn về phía Bắc Orkney. Chiếc tàu chiến-tuần dương trong thành phần Hải đội 2 đã có mặt vào lúc Hạm đội Biển khơi Đức đầu hàng.

### Chuyến đi đến các thuộc địa
Sau khi chiến tranh kết thúc, Đô đốc John Jellicoe được giao nhiệm vụ lập kế hoạch và phối hợp các chính sách về hải quân và phòng thủ của các lãnh thổ thuộc Đế chế Anh. New Zealand được đưa ra để phục vụ cho chuyến đi của ông, được tái trang bị từ tháng 12 năm 1918 đến tháng 2 năm 1919 nhằm chuẩn bị cho chuyến đi; thay đổi chính bao gồm việc tháo dỡ các bệ phóng thủy phi cơ và các khẩu pháo 4 inch thấp phía trước. Chặng dừng đầu tiên là Ấn Độ, khi New Zealand đến Bombay vào ngày 14 tháng 3 năm 1919 và khởi hành sáu tuần sau đó. Chiếc tàu chiến-tuần dương hướng đến Australia, đi đến Albany, Western Australia vào ngày 15 tháng 5, nơi Jellicoe và bộ tham mưu của ông rời tàu thực hiện chuyến đi băng ngang lục địa này bằng đường bộ. New Zealand tiếp nối theo sau, ghé qua Melbourne, Hobart và Sydney trước khi khởi hành đi New Zealand vào ngày 16 tháng 8.

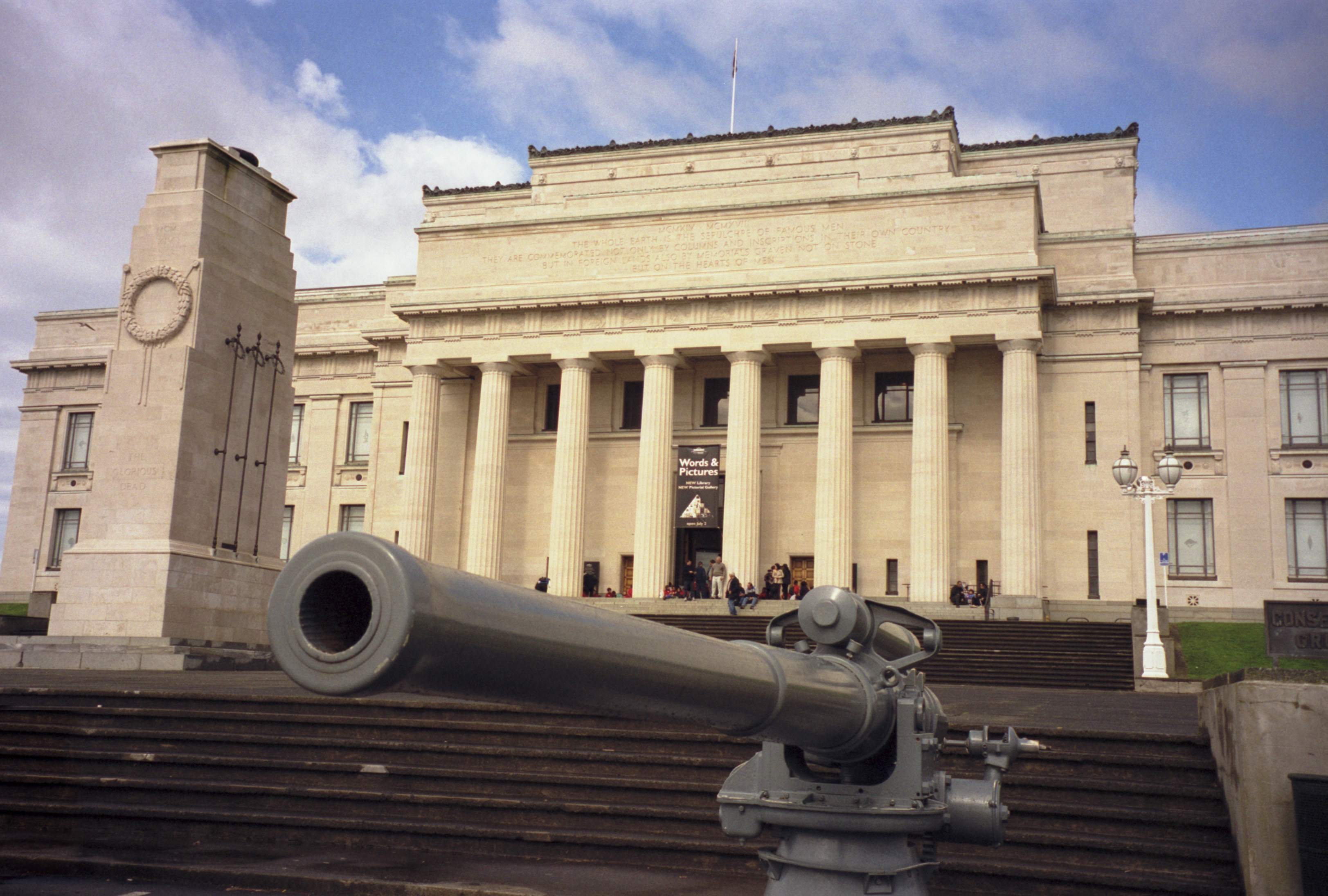
Một trong những khẩu pháo 4 inch của New Zealand đặt bên ngoài Bảo tàng Tưởng niệm Chiến tranh Auckland

Nó được đặc biệt ưa chuộng tại New Zealand, nơi đám đông tụ tập để viếng thăm nó giống như họ từng làm vào năm 1913. Jellicoe cũng được mến chuộng, và ông đã quay lại New Zealand sau này để phục vụ như là Toàn quyền từ năm 1920 đến năm 1924. Nước cuối cùng mà Jellicoe ghé thăm là Canada, khi New Zealand đến nơi vào ngày 8 tháng 11, sau khi ghé qua Fiji và Hawaii trên đường đi. Sau khi quay về Anh Quốc, chiếc tàu chiến-tuần dương được đưa về lực lượng dự bị vào ngày 15 tháng 3 năm 1920. New Zealand bị Hải quân Hoàng gia xem là đã lạc hậu do những khẩu pháo 12 inch của nó yếu kém so với những khẩu 15 inch (381 mm) được bố trí trên những thế hệ tàu chiến-tuần dương mới nhất. Nó bị bán để tháo dỡ vào ngày 19 tháng 12 năm 1922 để đáp ứng những hạn ngạch về tải trọng tàu chiến dành cho Đế quốc Anh được Hiệp ước Hải quân Washington đặt ra.